# Pierwsza Dzielnica
Pierwsza Dzielnica – osiedle mieszkaniowe w Katowicach, położone w rejonie ulic H.M. Góreckiego i T. Dobrowolskiego, w dzielnicy Bogucice, w rejonie katowickiej Strefy Kultury.
Osiedle wzniesiono na terenach dawnej Kopalni Węgla Kamiennego „Katowice”, a jego inwestorem jest katowicka spółka TDJ Estate. Zostało ono zaś zaprojektowane przez bytomską pracownię Medusa Group, a głównymi architektami kompleksu byli Przemo Łukasik i Łukasz Zagała. Osiedle zaprojektowano jako kompleks ogólnodostępny, składający się z dziewięciu wieżowców mieszkalnych otoczonych przestrzenią parkową. Budowa osiedla ruszyła w maju 2019 roku, a pierwszy etap składający się z trzech budynków oddano do użytku w III kwartale 2021 roku.

## Położenie
Pierwsza Dzielnica położona jest w północnej części Katowic, około 600 metrów od centrum miasta, w granicach dzielnicy Bogucice, w rejonie ulic H.M. Góreckiego i T. Dobrowolskiego.
Osiedle to powstało na terenach poprzemysłowych dawnej Kopalni Węgla Kamiennego „Katowice”, w bezpośrednim sąsiedztwie Strefy Kultury obejmującej halę widowiskowo-sportową „Spodek”, Międzynarodowe Centrum Kongresowe, siedzibę Narodowej Orkiestry Symfonicznej Polskiego Radia i Muzeum Śląskie w Katowicach.
Najbliższy przystanek transportu miejskiego ZTM znajduje się w odległości 310 metrów od osiedla – jest to przystanek autobusowy Katowice Strefa Kultury Muzeum Śląskie, zaś w odległości 370 m znajduje się przystanek Katowice Strefa Kultury NOSPR.

## Historia

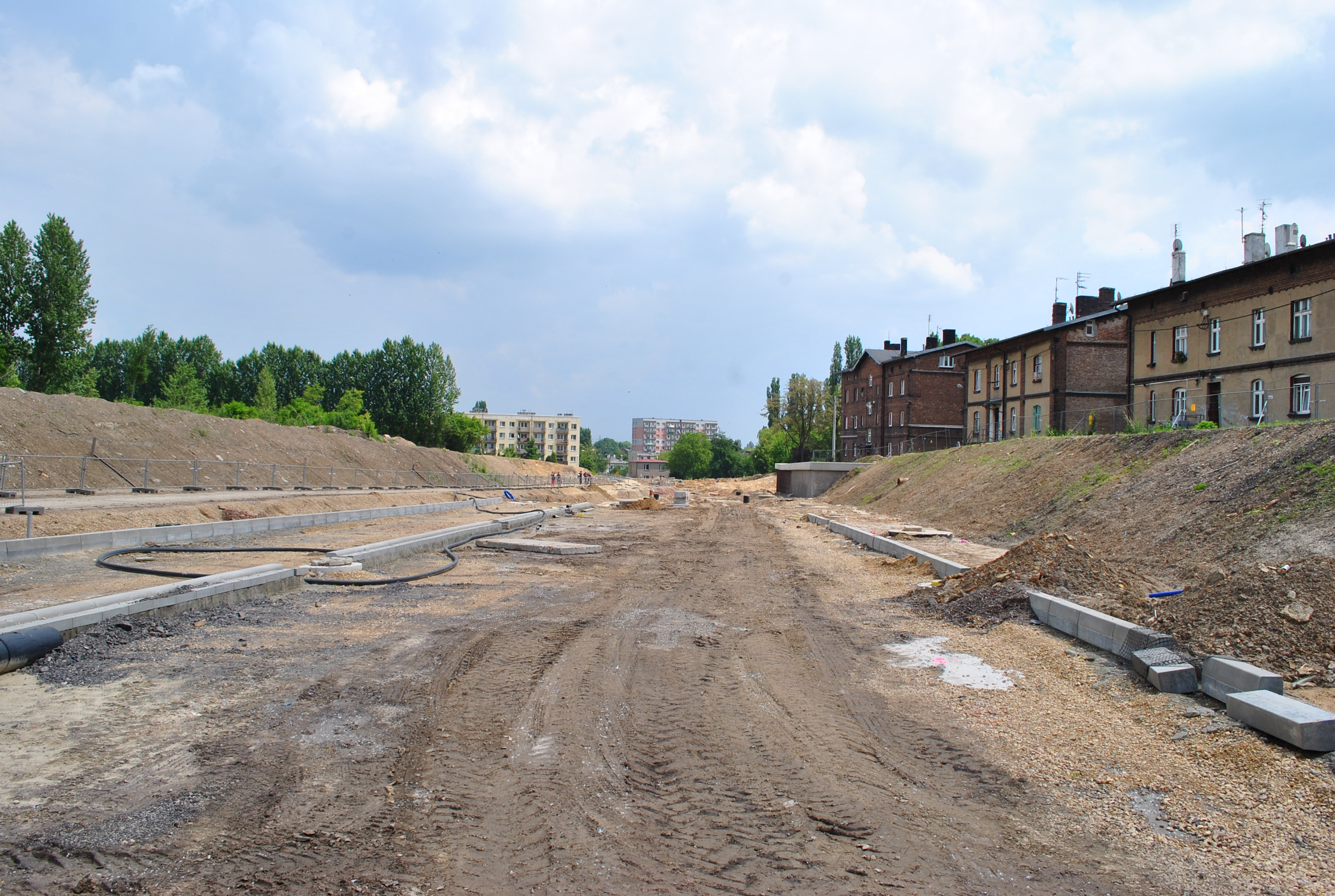
Budowa układu komunikacyjnego katowickiej Strefy Kultury (ulica H.M. Góreckiego) w czerwcu 2013 roku; po lewej stronie obszar przyszłego osiedla Pierwsza Dzielnica

Początki osiedla mieszkaniowego Pierwsza Dzielnica sięgają 2015 roku. W tym czasie tereny przyszłego osiedla należały do firmy Eurostar Real Estate. Zostały one wystawione na licytację komorniczą, a pierwsza z nich miała odbyć się w styczniu 2015 roku, lecz na wniosek jednego z wierzycieli została ona wstrzymana. Później ten sam wierzyciel poprosił o ogłoszenie przetargu na zbycie nieruchomości. Druga licytacja została zaplanowana na 22 września 2015 roku w sali konferencyjnej Hotelu „Monopol”, a wstępne zainteresowanie działkami przy Muzeum Śląskim w Katowicach było duże. Cena wywoławcza gruntów o powierzchni 50 535 m² wynosiła 10,132 mln zł. Działki te nabyła za 20 mln złotych firma TDJ Estate z przeznaczeniem na budowę nowego osiedla mieszkaniowego.
W dniu 16 października 2015 roku do biura Rady Miasta Katowice wpłynął projekt uchwały o przystąpieniu do sporządzenia miejscowego planu zagospodarowania przestrzennego terenów m.in. przyszłego osiedla Pierwsza Dzielnica. Władze miasta chciały określić kierunek rozwoju tej części miasta i zagwarantować możliwość powstania tu obiektów usługowych i mieszkaniowych o wysokim standardzie. Miejscowy plan zagospodarowania przestrzennego obszaru położonego w rejonie ulic: Katowickiej i H.M. Góreckiego – część I został uchwalony przez Radę Miasta Katowice 28 maja 2020 roku.
W dniu 28 grudnia 2016 roku Urząd Miasta Katowice wydał decyzję o warunkach zabudowy dla pierwszego etapu osiedla. Pierwotnie inwestor zaplanował dwa budynki z około 100 mieszkaniami, a ich wysokość miała być zróżnicowana – jeden z sześcioma piętrami, a drugi z siedmioma. Spółka TDJ Estate zorganizowała konkurs architektoniczny, który miał wyłonić pracownię odpowiedzialną za zaprojektowanie nowego osiedla. Trzy pracownie zostały później zaproszone do dalszych rozmów, by wspólnie opracować ostateczny kształt osiedla. O rozstrzygnięciu konkursu architektonicznego inwestor poinformował w styczniu 2017 roku. Do współpracy przy projektowaniu osiedla wybrano bytomskie studio projektowe Medusa Group. Zwycięski zespół zobowiązany był do wystąpienia do władz miasta o ustalenie warunków zabudowy, zaś zapisy studium uwarunkowań i kierunków zagospodarowania przestrzennego wskazały tereny przyszłego osiedla jako obszar pod strategiczne inwestycje o wysokiej intensywności.

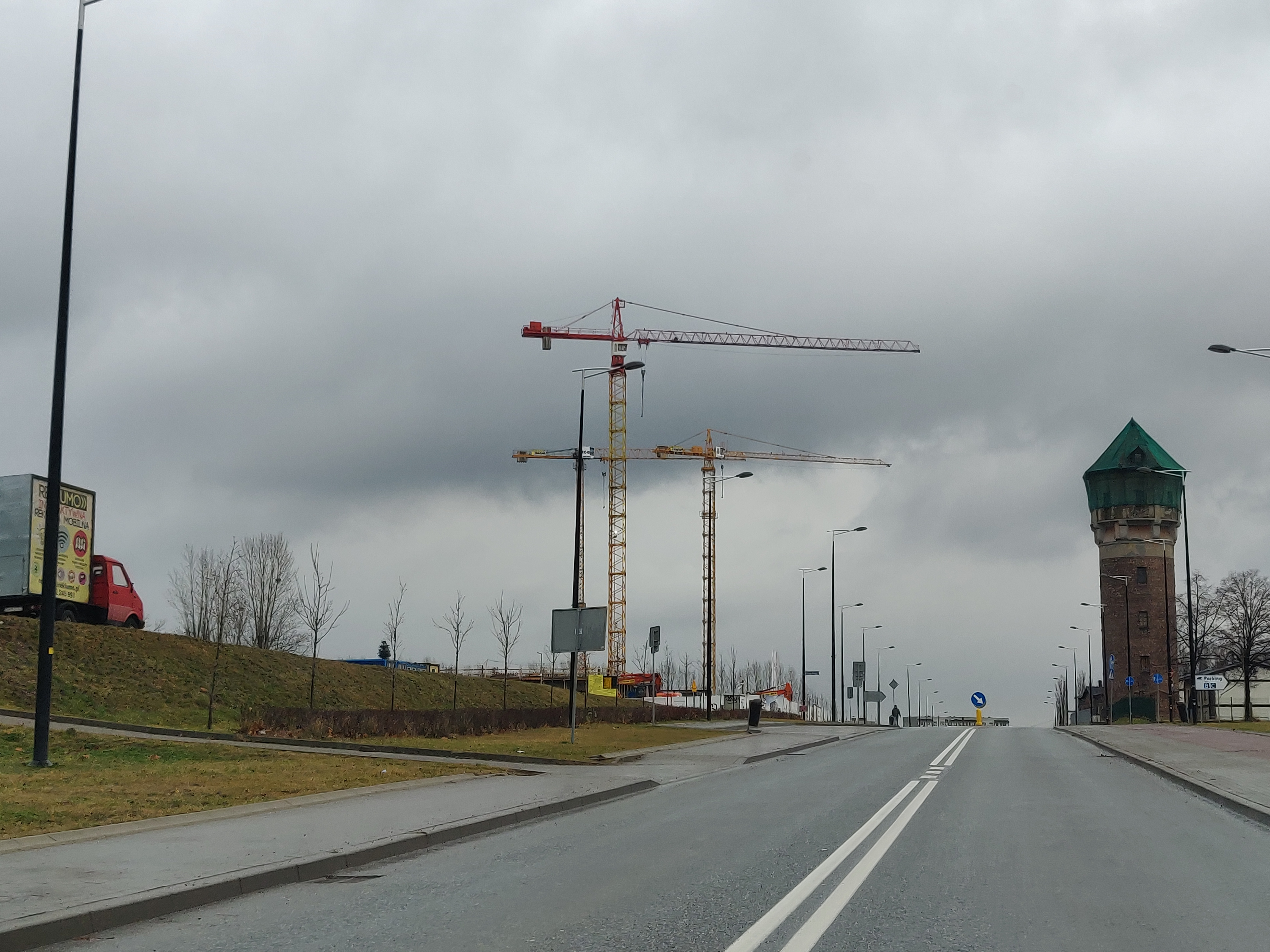
Tereny osiedla Pierwsza Dzielnica pod koniec grudnia 2019 roku

Plany budowy osiedla budziły w niektórych środowiskach kontrowersje. Przeciw budowie osiedla w tej skali protestowała m.in. Alicja Knast – ówczesna dyrektor Muzeum Śląskiego w Katowicach, a także niektórzy mieszkańcy Katowic. Wynikało to z lokalizacji inwestycji – bliskość Strefy Kultury, a także jej skali – bryły miały przewyższyć zabudowę Muzeum Śląskiego w Katowicach i zdominować przestrzeń. Obawiano się też, że drogie apartamentowce pogłębią gentryfikację tego obszaru miasta. Sprawa ta stała się szczególnie głośna na przełomie 2017 i 2018 roku, a Alicja Knast w tej sprawie doprowadziła m.in. do zwołania Wojewódzkiej Komisji Urbanistyczno-Architektonicznej 12 stycznia 2018 roku.
W maju 2019 roku spółka TDJ Estate wybrała generalnego wykonawcę pierwszego etapu inwestycji – została nią wówczas spółka Chemobudowa-Kraków. Jeszcze w tym samym okresie rozpoczęła się realizacja pierwszego etapu osiedla, składającego się z trzech dwunastokondygnacyjnych budynków. Również na początku maja 2019 roku ogłoszono też nazwę dla nowego osiedla – „Pierwsza Dzielnica”. Nazwa ta wg inwestora ma podwójne znaczenie: po pierwsze podkreśla ona położenie osiedla, które miało stworzyć nową tkankę miejską, w centrum Katowic, a z drugiej stronie nawiązuje do historii Katowic, których to zalążkiem był obszar pomiędzy Kuźnicą Bogucką i hutą „Fanny”.

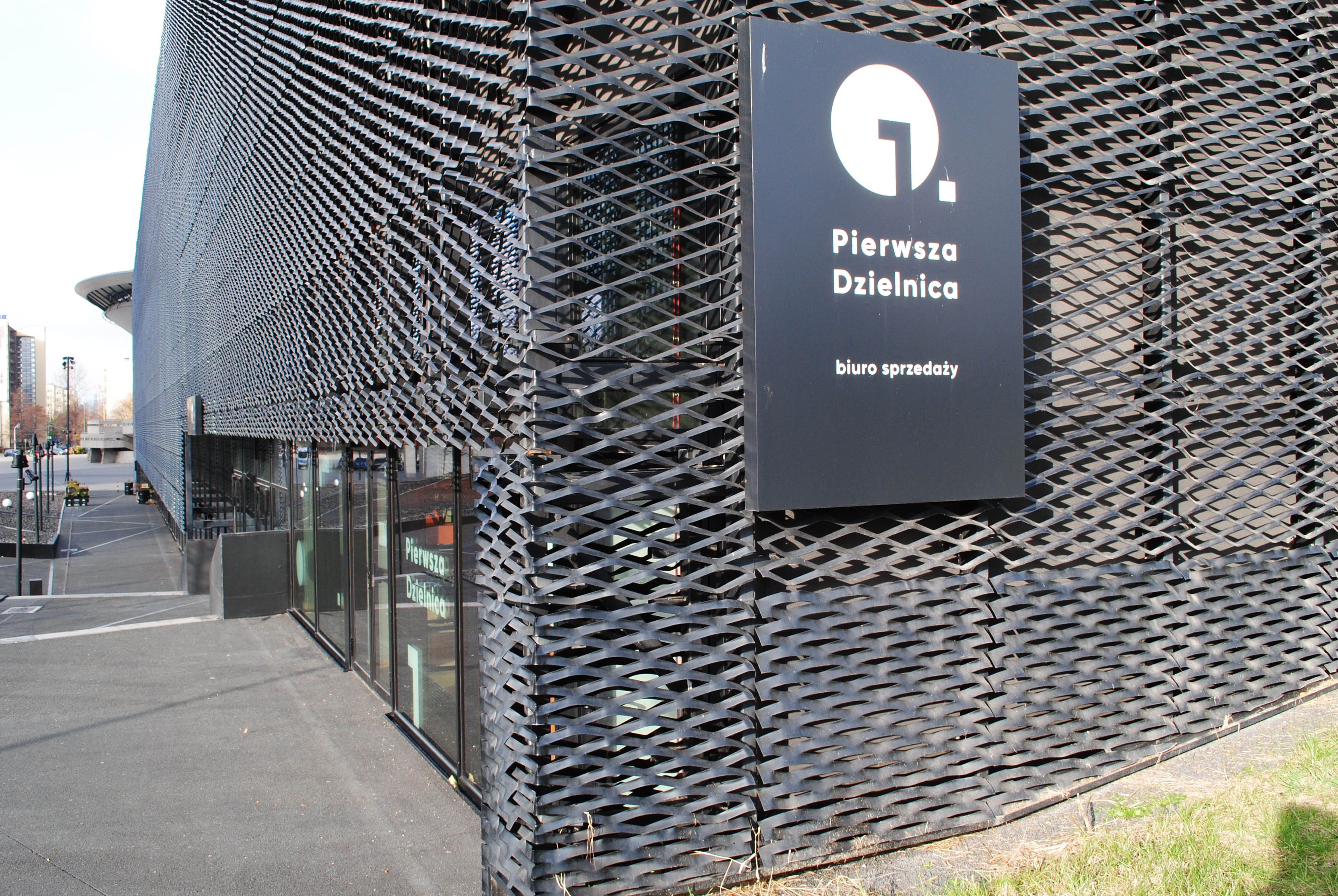
Biuro sprzedaży osiedla Pierwsza Dzielnica w Międzynarodowym Centrum Kongresowym w listopadzie 2020 roku

Na początku czerwca 2019 roku ruszyła sprzedaż mieszkań i lokali usługowych pierwszego etapu inwestycji. Biuro sprzedaży Pierwszej Dzielnicy działało przy placu Sławika i Antalla 1, w budynku Międzynarodowego Centrum Kongresowego. W połowie lipca 2019 roku na placu budowy pojawił się pierwszy żuraw wieżowy. W tym czasie trwały zaś prace ziemne pod parking podziemny, wykonywano tzw. „poduszki” z kruszywa na warstwie betonów podkładowych, a także rozpoczęły się prace nad montażem zbrojenia płyty fundamentowej. W połowie sierpnia 2019 roku poziom rezerwacji mieszkań pierwszego etapu Pierwszej Dzielnicy przekroczył 70%. Wówczas trwały intensywne prace przy budowie płyty fundamentowej, a poziom jego zaawansowania różnił się od segmentu kompleksu budynków.

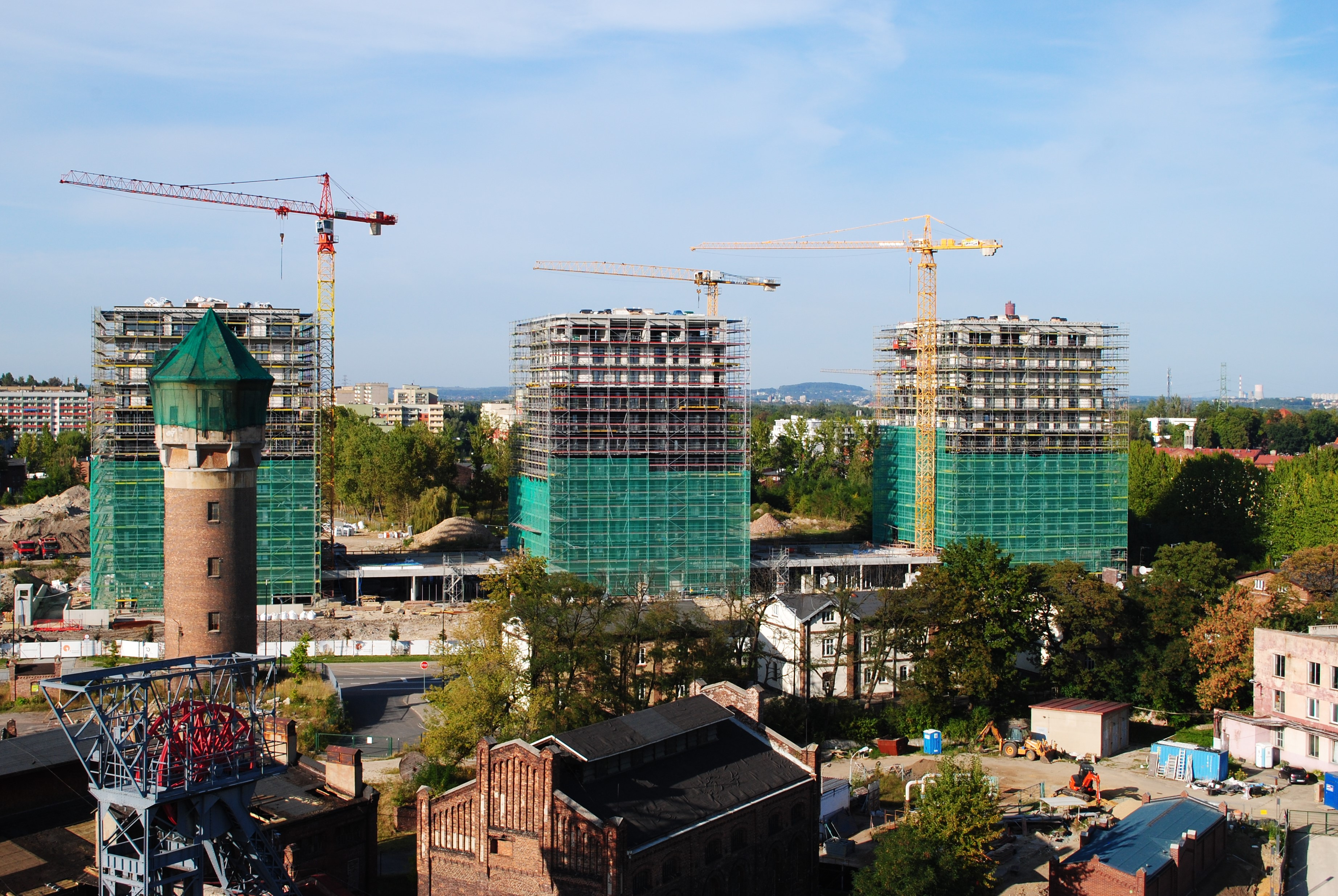
Budowa osiedla Pierwsza Dzielnica we wrześniu 2020 roku (widok z tarasu Muzeum Śląskiego w Katowicach)

W styczniu 2020 roku prace na kondygnacjach podziemnych stopniowo zmierzały ko końcowi, a w niektórych segmentach sięgały już 1. i 2. piętra. W kwietniu 2020 roku kontynuowano prace nad konstrukcją budynków. Do tego czasu zaś ukończono prace konstrukcyjne segmentów D i E pomiędzy głównymi budynkami. W budynku A przygotowywano w tym czasie elementy pionowe dla kondygnacji 5., w budynku B prace trwały na kondygnacji 3., zaś w części C na kondygnacji 4. Na niższych kondygnacjach do tego czasu zamontowano już pierwsze prefabrykowane balkony. Zakończono prace murowe w garażach podziemnych, a także powstały ściany działowe pomieszczeń technicznych. Prowadzono także m.in. prace nad montażem instalacji technicznych.
Do września 2020 roku trzy wieżowce pierwszego etapu Pierwszej Dzielnicy osiągnęły docelową wysokość. Wykonano do tego czasu wszystkie ściany zewnętrzne i elementy żelbetowe. W tym okresie trwały prace nad elewacjami, wykonywanymi ze spieków kwarcowych, a także trwały przygotowania do montażu zewnętrznej warstwy elewacji. W budynkach w różnym stopniu zaawansowania wykonywano wylewki i wykończenia ścian, instalowano stolarkę okienną oraz przygotowywano szyny pod montaż paneli na balkonach i tarasach. W garażach podziemnych prace zmierzały już do końca. Do tego czasu sprzedano zaś około 85% mieszkań. 

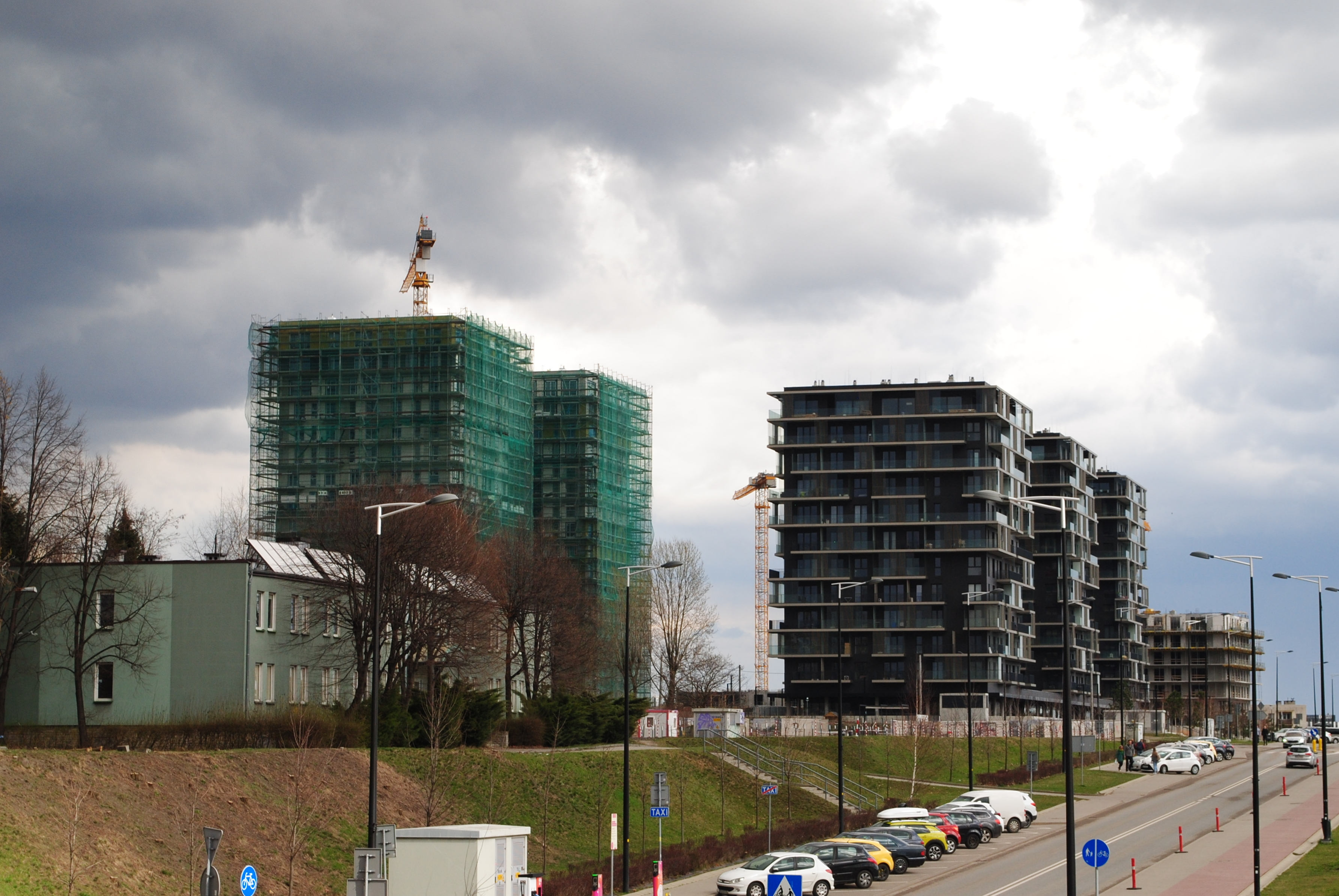
Pierwsza Dzielnica w marcu 2023 roku; po lewej stronie dwa budynki drugiego etapu w trakcie realizacji

W listopadzie 2020 roku elewacje budynków były wykonane w 90%. Trwały m.in. prace nad systemem Lumon 6. Od strony ulicy H.M. Góreckiego trwały zaś roboty nad montażem żelbetowych prefabrykowanych schodów, a jednocześnie prowadzono ostatnie prace związane ze zjazdami do garaży podziemnych. Wewnątrz budynków rozpoczęto prace przy montażu stolarki drzwiowej i aluminiowej, a na podłodze holu windowego w wieży A położono pierwsze płytki. W części usługowej 3 z 4 segmentów zostały już zaszklone. Do tego czasu sprzedano 90% mieszkań.
W marcu 2021 roku prowadzono prace porządkowe. Czyszczono elewacje, mieszkania i części wspólne, na paterach trwały roboty związane z wykończeniem strefy wejściowej, stropów i ścian. Kontynuowano także roboty drogowe. Prace przy realizacji pierwszego etapu osiedla ukończono w połowie 2021 roku, zaś jego oddanie do użytku nastąpiło w III kwartale 2021 roku, zaś we wrześniu tego samego roku otwarte zostało przedszkole. Pierwsza Dzielnica stała się jednym z najdroższych osiedli w województwie śląskim. Pod koniec sierpnia 2021 roku mieszkania na rynku wtórnym na osiedlu kosztowały ponad 12 tysięcy złotych za m².
W dniach 5 i 9 marca 2021 roku TDJ Estate uzyskał pozwolenie na budowę czterech kolejnych budynków Pierwszej Dzielnicy, zaś w pierwszej kolejności inwestor postanowił wybudować dwa z nich. Na początku listopada 2021 roku inwestor rozpoczął sprzedaż mieszkań w ramach drugiego etapu Pierwszej Dzielnicy. 
Dwie inwestycje TDJ Estate – osiedle Pierwsza Dzielnica i kompleks biurowców .KTW we wrześniu 2022 roku zostały polskimi laureatami międzynarodowego konkursu European Property Awards 2022, z czego Pierwsza Dzielnica w kategorii Residential High-rise Architecture.
Na początku sierpnia 2024 roku rozpoczęły się prace budowlane nad trzecim etapem osiedla, w którym zaprojektowano dwa siedemnastopiętrowe budynki.

## Architektura i urbanistyka

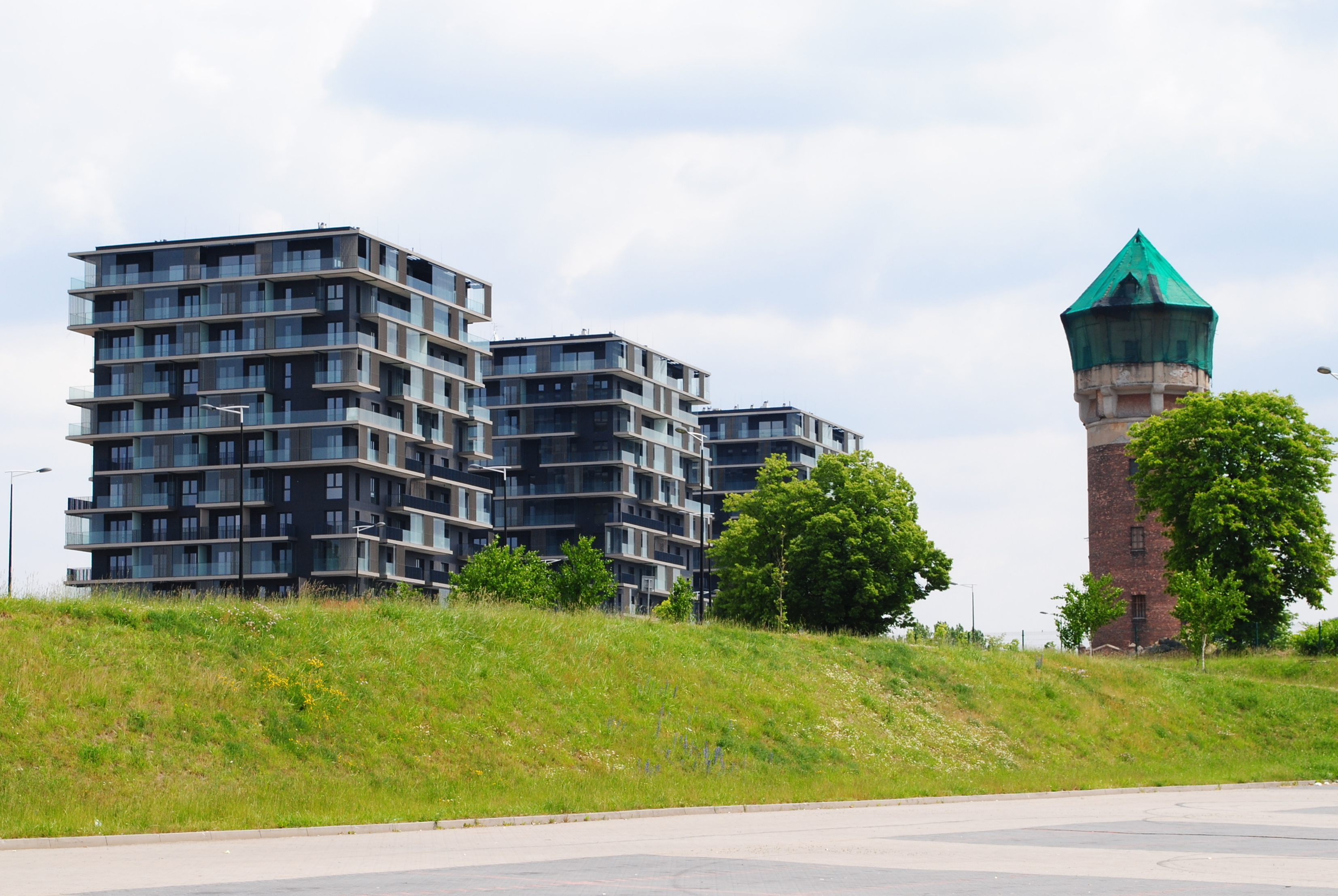
Fragment Pierwszej Dzielnicy (pierwszy etap) w czerwcu 2021 roku; widok od strony południowo-zachodniej

Projekt architektoniczno-urbanistyczny Pierwszej Dzielnicy został opracowany przez bytomską pracownię Medusa Group, zaś głównymi architektami osiedla byli Przemo Łukasik i Łukasz Zagała.
Na osiedlu mieszkaniowym zaprojektowano łącznie dziewięć budynków mieszkalnych rozlokowanych w formie punktowej celem zapewnienia większej powierzchni zieleni, dobrego nasłonecznienia i otwartej przestrzeni międzybudynkowej. Architekci zastosowali zamiast form zieleni w postaci zieleńców czy trawników międzyblokowych rozwiązania o charakterze parkowym. W ten sposób starano się zrezygnować z tworzenia miejskich wysp ciepła. W pierwszym etapie osiedla wytyczono ścieżki i postawiono elementy małej architektury, zaś w całym kompleksie zaprojektowano place zabaw, siłownie plenerowe, miejsca dla dorosłych do gry w szachy i piłkarzyki, a wokół całego zielonego dziedzińca rolkostradę, bieżnię oraz miejsca spacerowe. Zaprojektowano także trasę w dawnym przebiegu ulicy Bogucickiej, by ułatwić mieszkańcom centralnej części Bogucic dojście do centrum Katowic i korzystanie z transportu miejskiego. Cała przestrzeń Pierwszej Dzielnicy jest w zamyśle projektantów ogólnodostępna.
W ramach pierwszego etapu osiedla powstały trzy dwunastokondygnacyjne budynki o wysokości 42 m, zintegrowanych ze sobą wspólnym parterem usługowym. W budynkach tych znajduje się łącznie 265 mieszkań, z czego ponad połowę to mieszkania duże (trzy- i czteropokojowe o metrażach 59-94 m²). Największe z nich powstały na najwyższych kondygnacjach, a ich metraż wynosi 102-235 m². Część mieszkań to także kawalerki i mieszkania dwupokojowe. Metraż 13 lokali usługowo-handlwoych to 28-292 m². Pod tą częścią osiedla znajduje się parking podziemny dla 292 samochodów oraz 6 motocykli, a także stacja ładowania samochodów elektrycznych. Powierzchnia całkowita obiektów powstałych w pierwszym etapie wynosi 38 090 m², a powierzchnia użytkowa 16 100 m². Na kilkunastu różnych poziomach terenu wokół budynków pierwszego etapu Pierwszej Dzielnicy znajdują się tarasy i siedziska z desek kompozytowych oraz schody łączące poziom ulicy z kompleksem budynków. Pośród nich powstały tereny zieleni z bylinami, trawami ozdobnymi, krzewami i drzewami (sosny i brzozy).

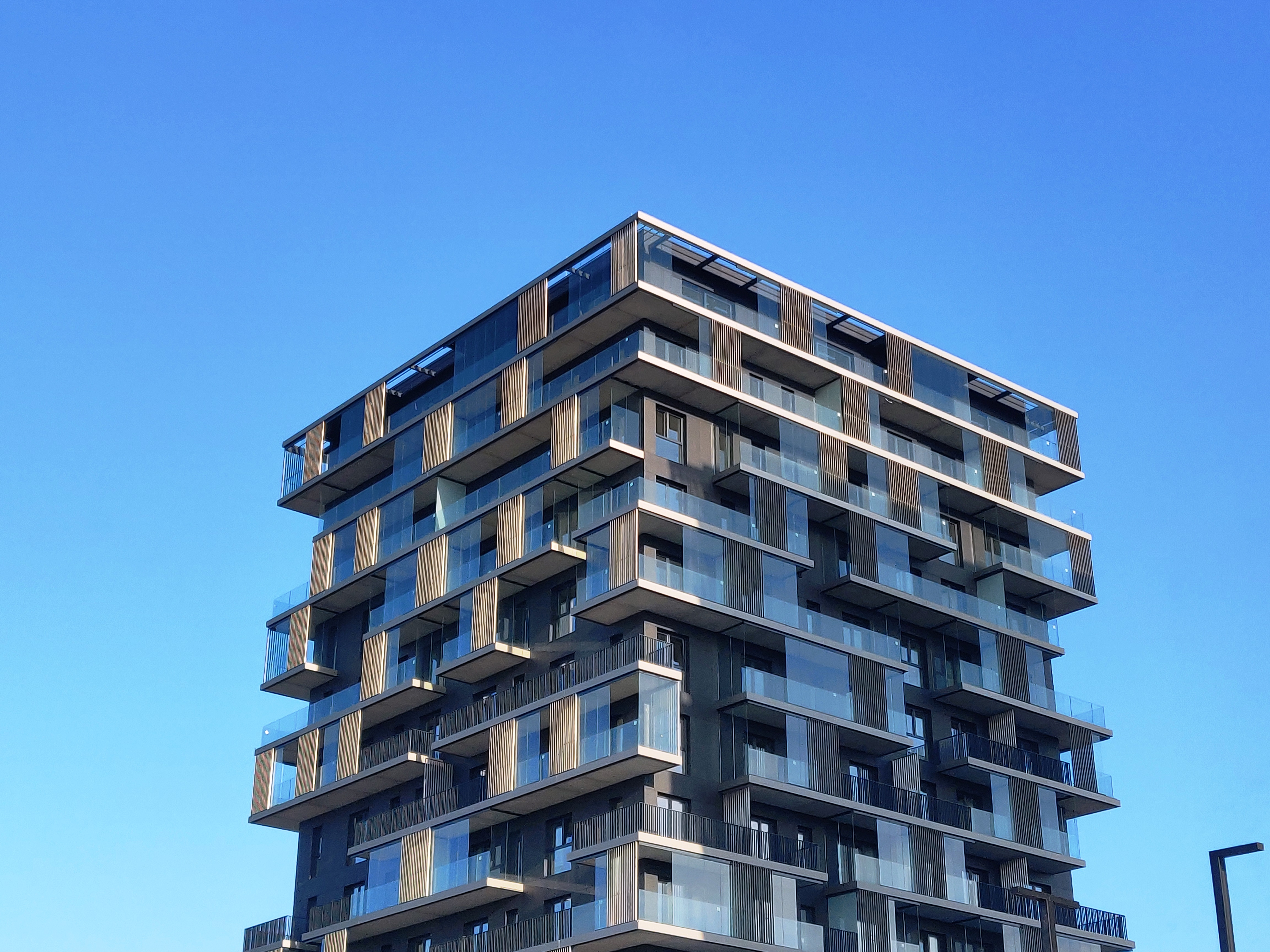
Fragment jednego z budynków Pierwszej Dzielnicy powstałego w pierwszym etapie budowy

W drugim etapie osiedla Pierwsza Dzielnica zaprojektowano dwa szesnastopiętrowe budynki o wysokości około 55 m, mieszczące łącznie 256 mieszkań i apartamentów o zróżnicowanych metrażach, lokale usługowe oraz pomieszczenia wspólne dla mieszkańców, zaś pomiędzy nimi zaprojektowano przestrzenie rekreacyjne, trasę spacerową oraz bieżnię i rolkostradę. W podziemiach budynków zaprojektowano parking podziemny z 264 miejscami postojowymi, komórki lokatorskie oraz stacje do ładowania samochodów elektrycznych.
Trzeci etap to dwa siedemnastopiętrowe budynki z 255 mieszkaniami i apartamentami zróżnicowanych metrażach uzupełnione o cztery lokalne handlowo-usługowe w każdym z budynków. Zaprojektowano w nich także lobby, wózkownie, rowerownie i komórki lokatorskie, a wokół nich tereny zielone z rolkostradą. W podziemiach zaplanowano natomiast podziemny parking z 262 miejscami postojowymi oraz stacje ładowania samochodów elektrycznych.
Elewacja budynków tworzących Pierwszą Dzielnicę składa się z dwóch warstw. Zewnętrzna tworzy systemy szklenia przy balkonach i tarasach w systemie Lumon 6, zaś do części mieszkalnej przylega bezpośrednio warstwa zbudowana z grafitowych kwarcowych płyt o strukturze kamienia. W loggiach zastosowano szklane panele, które w wybranych fragmentach można przesuwać. Mieszkania wyróżniają się ponadstandardową wysokością pomieszczeń – w zależności od kondygnacji wynosi ona od 275 do 300 cm. Budynki na osiedlu Pierwsza Dzielnica zostały wyposażone w takie udogodnienia, jak m.in.: komórki lokatorskie, całodobowa ochrona i monitoring, dwupoziomowe parkingi podziemne, stacje ładowania pojazdów elektrycznych, rowerownie i wózkownie, aplikacja budynkowa na telefon czy inteligentne skrzynki pocztowe. Na najwyższych piętrach zastosowano zaś instalacje przygotowane do montażu klimatyzacji.
Części wspólne budynków, jak korytarze, hole i windy oznakowano przygotowanym przez Medusę Group systemem identyfikacji wizualnej. Grafiki zdobiące ściany części wspólnych budynków zaprojektowało zaś interdyscyplinarne biuro Kolektyf i przedstawiają architekturę i maszyny górnicze (opowiadają o historii kopalni „Katowice”), a dominują w nich czerwień i czerń. Odpowiadają oni również za adaptację systemu identyfikacji wizualnej osiedla.
Inwestorem osiedla jest katowicka spółka deweloperska TDJ Estate, która w Katowicach postawiła także m.in. wieżowce .KTW czy osiedle Franciszkańskie.

## Gospodarka i społeczeństwo
Na parterach budynków osiedla znajdują się ogólnodostępne pasaże usługowe – pierwszym etapie osiedla lokali jest łącznie 13, a w marcu 2023 roku na osiedlu prócz przedszkola funkcjonowały: salon masażu tajskiego (ul. H.M. Góreckiego 13) oraz winiarnia Wine Taste (ul. H.M. Góreckiego 13). W najbliższym otoczeniu Pierwszej Dzielnicy położone są różnego typu placówki publiczne, oświatowe i handlowo-usługowe, związane m.in. z zaspokajaniem podstawowych potrzeb.
Przedszkole znajduje się w budynku A, w lokalu o powierzchni 331 m². Projekt przedszkola opracowała pracownia Medusa Group. Program nauczania w przedszkolu został oparty na fazach rozwoju dzieci i przy otwarciu na współpracę z rodzicami, na tutoring. W placówce znajdują się trzy sale dla trzech grup dzieci, w każdej z nich łazienka z toaletami, a w najmłodszej grupie także prysznic. Przedszkole posiada łącznie 72 miejsca. Poza przedszkolem w Pierwszej Dzielnicy, do najbliższych placówek oświatowo-wychowawczych według stanu z listopada 2022 roku należą m.in. Miejskie Przedszkole nr 20 w Katowicach (210 m) i Szkoła Podstawowa nr 62 im. Józefa Kocurka w Katowicach (310 m).
Na osiedlu wydzielono kilka wspólnych przestrzeni dla mieszkańców Pierwszej Dzielnicy – przy pierwszym etapie osiedla są to: Strefa Kreatywna (wyposażona m.in. w strefę majsterkowicza, kącik malarski czy przestrzeń ekspozycyjną), Strefa Relaksu (wyposażona m.in. w kącik zabaw, pralko-suszarki czy miejsca do czytania) i Strefa Spotkań (zawiera miejsce do coworkingu i aneks kuchenny). Firma TDJ Estate wraz z zarządcą nieruchomości – firmą Integrum Management prowadziły także inicjatywy mające na celu integrację mieszkańców oraz najemców osiedla, jak np. zorganizowany 3 czerwca 2022 roku Dzień Sąsiada.